# 織田広比古
織田 広比古（おだ ひろひこ、1953年（昭和28年） - 2009年（平成21年））は日本の画家。洋画家。父は洋画家である織田廣喜。

## 生涯
1953年に東京都に織田廣喜の長男として生まれる。1976年東京造形大学を卒業。同年、銀座能楽堂の画廊に三人展として作品が出される。その後、兜屋画廊に個展として作品が出される。その一年後、ギンザのサヱグサに個展、渋谷画廊に個展が出されるようになる。
同年、日動画廊「現代の裸婦展」で入選。その後、日動画廊の「仮象展」で作品が展示。また、二科展初出品特選受賞、「秀作展」に作品が展示。MOA美術館賞受賞を受賞。銀座ラウンジもちづきにて個展。その後、フジテレビ賞受賞、パリ賞受賞、同年、パリに移住しグループ展を開催。
その後、文芸春秋 画廊、画廊香月にて個展。東武百貨店にて個展。その後、二科展で会友賞受賞。札幌三越、そごう横浜店、三越にて個展。その後、安井賞展に出品される。その後、ステップスギャラリー、Pigga、そごう川口店、銀座三越にて個展。その後、湘南西脇画廊、小倉玉屋にて個展。その後、ギャラリーフォルテにて個展、会員努力賞受賞、安田火災選抜選奨展に出品される。
その後、株式会社いつき美術にて個展。その後、八木橋百貨店にて個展。また、松屋銀座にて個展。2009年にパリにて永眠。

## 代表作
- 「想う女」ジャンル:洋画
- 「月への想い」ジャンル:洋画
- 「パリの空」ジャンル:洋画